# مار سفید (داستان)
مار سفید (به آلمانی: Die weiße Schlange) یک افسانه آلمانی است که توسط برادران گریم گردآوری شده و در جایگاه شماره ۱۷ از مجموعهٔ «افسانه های گریم» آن‌ها قرار دارد (KHM 17). این داستان در فهرست شاخص آرنه-تامپسون-اوتر در گروه ATU 673 با عنوان «گوشت مار سفید» طبقه‌بندی شده‌است و همچنین بخشی از آن با الگوی ATU 554 («حیوانات سپاس‌گزار») مشترک است.

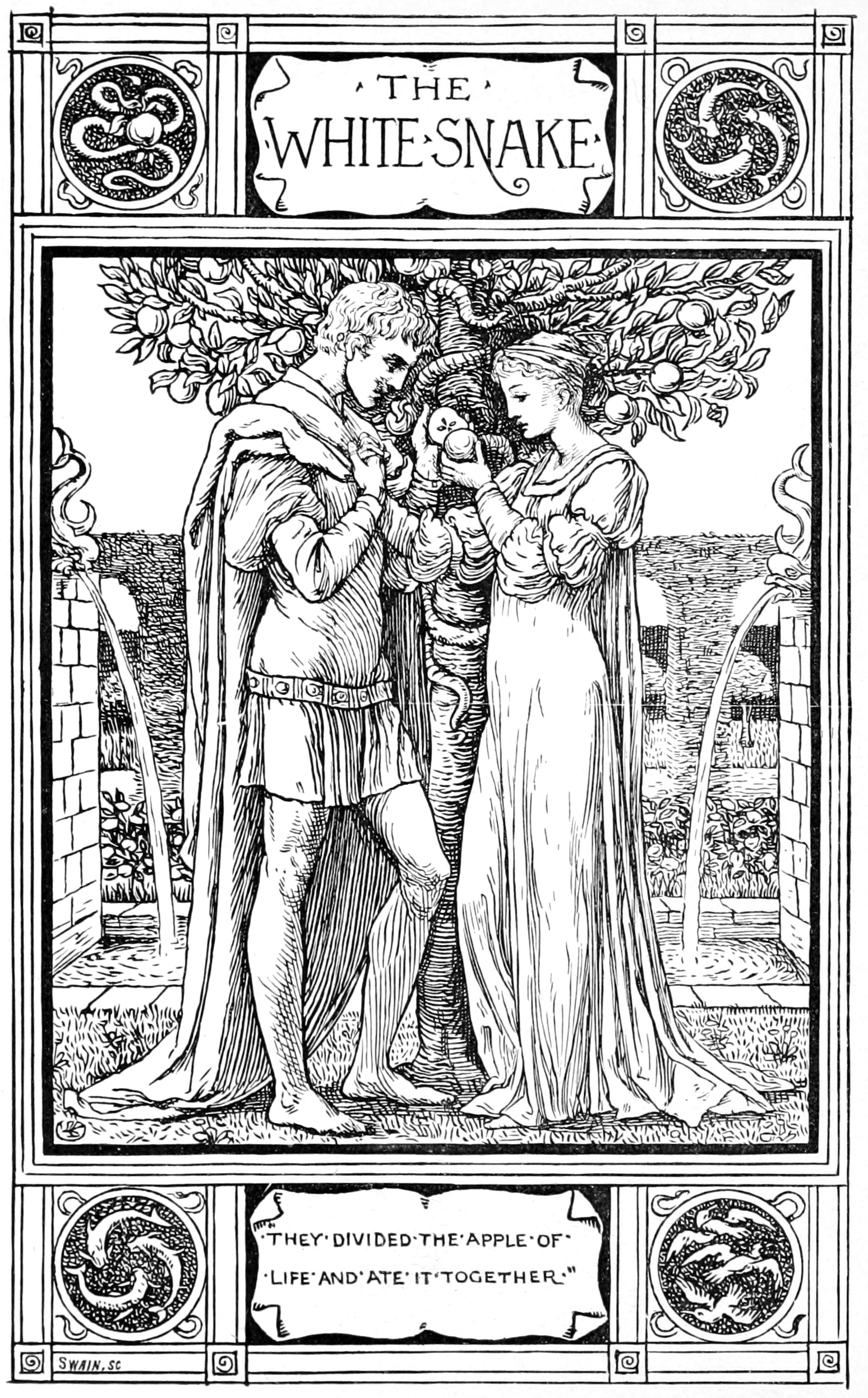
تصویر توسط والتر کرین ، ۱۸۸۲

## خلاصهٔ داستان
روزی یک پیش‌خدمت جوان در قصر پادشاهی کار می‌کند که شاه آن به خردمندی معروف است. این شاه هر شب پس از شام غذایی پنهان را در خلوت می‌خورد. پیش‌خدمت که کنجکاو است، یک شب در نبود شاه، درِ ظرف را باز کرده و مار سفیدی را می‌بیند. او تکه‌ای کوچک از گوشت مار را می‌چشد و ناگهان توانایی شنیدن و فهمیدن زبان حیوانات را پیدا می‌کند.
کمی بعد، ملکه حلقه‌ای گم می‌کند و پیش‌خدمت به دزدی متهم می‌شود. او یک روز مهلت دارد تا بی‌گناهی خود را ثابت کند. در حالی‌که ناامید منتظر مجازات است، صدای غرولند یک غاز را می‌شنود که می‌گوید حلقه در گلویش گیر کرده‌است. او غاز را به آشپزخانه می‌برد و با ذبح آن، حلقه پیدا می‌شود. شاه از او عذرخواهی می‌کند و پیشنهاد ثروت و مقام می‌دهد، اما پیش‌خدمت تنها یک اسب و مقدار کمی طلا می‌خواهد تا سفر کند و دنیا را ببیند.
در سفر خود، او سه ماهی را که از آب بیرون افتاده‌اند نجات می‌دهد، از پای مورچه‌ها دوری می‌کند تا به آن‌ها آسیب نرساند، و برای سه جوجه‌کلاغ گرسنه اسب خود را قربانی می‌کند تا با گوشتش سیر شوند. هر یک از حیوانات نجات‌یافته به او می‌گویند: «لطف تو را فراموش نخواهیم کرد.»
در شهری دیگر، پادشاه اعلام کرده که هرکسی که بتواند وظیفه‌ای دشوار را به پایان برساند، می‌تواند با دخترش ازدواج کند، و در صورت شکست، کشته می‌شود. شاه حلقه‌ای طلایی را در دریا می‌اندازد و از جوان می‌خواهد آن را بازگرداند. ماهی‌ها ظاهر می‌شوند و حلقه را در دهان یک صدف به او می‌دهند.
اما دختر پادشاه هنوز راضی نیست؛ او از مرد می‌خواهد که سه کیسه ارزن را که در چمن ریخته، دوباره جمع کند. مرد ناامید می‌شود و به خواب می‌رود. مورچه‌ها طی شب همه دانه‌ها را جمع‌آوری می‌کنند. دختر باز هم راضی نمی‌شود و مأموریتی دیگر تعیین می‌کند: آوردن سیبی از درخت زندگی. جوان نمی‌داند درخت کجاست، اما جوجه‌کلاغ‌ها برایش سیب را از آن‌سوی دنیا می‌آورند. مرد سیب را با دختر تقسیم می‌کند و آن‌دو با شادی ازدواج می‌کنند.

## تحلیل و تفسیر
این داستان شامل عناصر رایج در افسانه‌های اروپایی است:
- فهم زبان حیوانات از طریق خوردن گوشت مار (عنصری جادویی و نماد خرد نهفته)
- نجات حیوانات و بازگشت نیکی آن‌ها
- وظایف ناممکن برای ازدواج با شاهزاده
- آزمون وفاداری، فروتنی و مهربانی

مار سفید، برخلاف تصویر معمول مار در فرهنگ اروپایی که نماد شر یا فریب است، در این داستان عامل آگاهی و ارتباط با طبیعت است. این داستان در کنار افسانه‌هایی مانند «شش برادر»، «پادشاه کوه طلایی»، «دو برادر» و «زبان سه‌گانه» قرار می‌گیرد.

## خاستگاه و نسخه‌های مشابه
این داستان از نواحی اطراف هاناو در آلمان گردآوری شده‌است. داستان‌هایی مشابه آن در فرهنگ‌های ایسلندی (افسانه سیگورد و فافنیر)، ایرلندی (افسانه «ماهی دانایی»)، اسکاتلندی، آسیای مرکزی و حتی هند نیز وجود دارد.
در بیشتر این روایت‌ها، خوردن گوشت مار یا دل پرنده‌ای خاص، قهرمان را به درک زبان حیوانات یا قدرت جادویی می‌رساند. در بعضی نسخه‌ها مار، بدون کشته‌شدن، دانایی خود را در ازای مهربانی به قهرمان هدیه می‌دهد.

## بازآفرینی‌ها
- در مجموعهٔ شعری ان سکستون با عنوان «تحول‌ها» شعری به نام «مار سفید» نوشته شده‌است.
- در سریال چکی کودکان «Arabela»، مار سفید ظاهر می‌شود و باعث می‌شود شاهزاده آربلا زبان حیوانات را بفهمد.
- فیلم آلمانی «مار سفید» (۲۰۱۵) نیز اقتباسی آزاد از این داستان است.